# Pumpspeicherkraftwerk Jocassee

Lage des Kraftwerks zwischen Lake Jocassee und Lake Keowee

Das Pumpspeicherkraftwerk Jocassee (englisch Jocassee Hydroelectric Station) von Duke Energy befindet sich im Pickens County des US-amerikanischen Bundesstaats South Carolina. Die vier Maschinensätze des 1973 in Betrieb genommenen Kraftwerks leisten zusammen 710 Megawatt. Als Oberbecken dient der Lake Jocassee, als Unterbecken der Lake Keowee. Im Durchschnitt produziert das Kraftwerk jährlich 811 Gigawattstunden (GWh) elektrische Energie, zum Einspeichern 988 GWh.